# Dendrochernes crassus
Dendrochernes crassus är en spindeldjursart som beskrevs av Clarence Clayton Hoff 1956. Dendrochernes crassus ingår i släktet Dendrochernes och familjen blindklokrypare. Inga underarter finns listade i Catalogue of Life.